# Запис Станојловића храст (Витанце)
Запис Станојловића храст (Витанце) се налази на парцели чији је власник Станојловић Станојло.

## Локација
| Општина             | Деспотовац                                            |
| Катастарска општина | Витанце                                               |
| Потес               | Садови                                                |
| Координате          | 44° 05′ 18″ С; 21° 23′ 52″ И / 44.0884° С; 21.3977° И |
| Надморска висина    | 240m                                                  |

## Карактеристике
Дендрометријске вредности утврђене на терену и сателитским снимцима:
| Стабло                     | Храст |
| Висина стабла              | m     |
| Обим дебла                 | m     |
| Пречник крошње             | 26m   |
| Пречник дебла              | m     |
| Висина дебла до прве гране | m     |

## База записа
Запис је у оквиру Викимедија пројекта "Запис - Свето дрво" заведен под редним бројем 0442.